# Invesco
Invesco Ltd. è una società indipendente di gestione degli investimenti, che opera a livello globale con sede centrale ad Atlanta, Georgia, Stati Uniti. Invesco ha circa 7000 dipendenti nei suoi uffici situati in più di venti Paesi. Con le sue azioni (NYSE: IVZ) contribuisce all’indice S&P 500 ed è quotata alla borsa di New York. Inoltre gestisce anche i prodotti Trimark, Invesco Perpetual, WL Ross and Co., gli ETF di PowerShares by Invesco e Jemstep.

## Storia
Invesco è stata fondata ad Atlanta nel 1978 dopo che la Citizens & Southern National Bank ha ceduto le sue attività di gestione di capitali. Nel 1988, la società è stata acquisita dalla Britannia Arrow, con sede a Londra, che successivamente ha preso il nome di Invesco. Nel 1997 è avvenuta la fusione tra Invesco PLC e AIM Investments, con la quale la società ha assunto il nome di Amvescap.
Nel corso degli anni Invesco ha visto accrescersi il suo organico e oltre a ciò ha acquisito altre società come PowerShares Capital Management e WL Ross & Co., con l’ampliamento dell’offerta dei prodotti e dell'estensione geografica, includendo anche gli ETF e il settore private equity.
Nel maggio 2000 la società, allora conosciuta come Amvescap, ha acquisito Trimark Financial Corp, una società canadese di gestione patrimoniale, con un’operazione valutata 1,8 miliardi di dollari, creando così la seconda società canadese in ordine di grandezza per la gestione di fondi comuni.
A ottobre 2000, la società ha acquisito il gruppo britannico di gestione di fondi Perpetual, con un’operazione di 1 miliardo di sterline, creando la seconda società britannica in ordine di grandezza per AUM.
In seguito, a dicembre 2000. la società ha acquisito County Investment Management, il gestore patrimoniale australiano, per 110 milioni di dollari australiani.
Nel 2001 la società si è assicurata una partecipazione del 70% in Grand Pacific, una società taiwanese di gestione degli investimenti. L’operazione è stata valutata 115 milioni di dollari.
Nel 2002 Invesco ha stabilito come primo gestore di fondi americano una joint venture in Cina, costituendo Invesco Great Wall, con sede a Shenzhen. La società ha ampliato la sua partecipazione alla joint venture al 49% nel 2005.
Nel 2004 la società ha patteggiato 450 milioni di dollari con la Procura generale di New York e del Colorado e con la Commissione per i Titoli e gli Scambi (SEC) in seguito all'accusa di pratiche commerciali scorrette.
Nel luglio 2006 è stata acquisita per 375 milioni di dollari la WL Ross, una società attiva nel settore del private equity, in precedenza di proprietà di Wilbur Ross, il quale è rimasto in carica come presidente e chief strategy officer fino ad assumere nel 2017 l’incarico di 39º segretario al Commercio.
Nel maggio 2007 la società ha assunto il nome di Invesco (iniziale maiuscola) PLC, ha trasferito la sua quotazione primaria dalla borsa di Londra a quella di New York (NYSE) e ha preso sede nelle isole Bermuda, adottando il nome di Invesco Ltd. Di conseguenza le azioni della società sono state ritirate dall'indice FTSE 100  e aggiunte all’ indice Russell 1000 index. Nel novembre 2007, Invesco ha trasferito la sua sede centrale da Londra ad Atlanta.
Nel 2008 le azioni ordinarie di Invesco sono entrate a far parte dell’indice S&P 500.
Il 19 ottobre 2009, Invesco ha acquisito l’unità Retail di Morgan Stanley inclusa Van Kampen Investments per 1 miliardo e mezzo di dollari.
Ad aprile 2009 Invesco Aim è diventata Invesco.
Ad aprile 2013 la Canadian Imperial Bank of Commerce ha acquistato l’Atlantic Trust Private Wealth Management da Invesco Ltd.
Invesco ha ampliato la sua impronta e la sua offerta di prodotti in India attraverso l'acquisizione della joint venture Religare Invesco Mutual Fund avvenuta a novembre 2015.
A gennaio 2016 Invesco ha acquisito Jemstep, una società di tecnologia finanziaria orientata alla consulenza. A luglio 2017 Invesco ha contribuito al lancio di una piattaforma statunitense di wealth management digitale denominata Advisor Pro per consulenti finanziari affiliati ad [null Advisor Group] .
Ad aprile 2017 Invesco ha siglato l'accordo per l'acquisizione di Source, un gestore di ]ETF europeo di proprietà di Warburg Pincus.
Invesco annuncia Il 28 Settembre 2017 l'accordo per l'acquisizione del business ETF di Guggenheim Investments.
Al 31 dicembre 2017 il patrimonio gestito da Invesco era di 937,6 miliardi di dollari

## Invesco in Italia
Invesco è presente in Italia a Milano dal 1997 facente capo al ramo investimenti Invesco Asset Management.
Dal 2014 Invesco apre l'ufficio di gestione immobiliare, Invesco Real Estate.
Possiede il 4,71% di Banco BPM.